# Bandhgora
Bandhgora é uma vila no distrito de Bokaro, no estado indiano de Jharkhand.

## Demografia
Segundo o censo de 2001, Bandhgora tinha uma população de 6759 habitantes. Os indivíduos do sexo masculino constituem 53% da população e os do sexo feminino 47%. Bandhgora tem uma taxa de literacia de 53%, inferior à média nacional de 59,5%; com 69% para o sexo masculino e 31% para o sexo feminino. 17% da população está abaixo dos 6 anos de idade.